# North Oaks
North Oaks é uma cidade localizada no estado americano de Minnesota, no Condado de Ramsey.

## Demografia
Segundo o censo americano de 2000, a sua população era de 3883 habitantes.
Em 2006, foi estimada uma população de 4155, um aumento de 272 (7.0%).

## Geografia
De acordo com o United States Census Bureau tem uma área de
22,4 km², dos quais 18,9 km² cobertos por terra e 3,5 km² cobertos por água.

## Localidades na vizinhança
O diagrama seguinte representa as localidades num raio de 8 km ao redor de North Oaks.